# San Andrés (Colombie)
Pour les articles homonymes, voir San Andres et ADZ.
San Andrés est une commune colombienne se situant sur l'île de San Andrés, dans la mer des Caraïbes. C'est le chef-lieu du département de l'Archipel de San Andrés, Providencia et Santa Catalina.
San Andrés possède un aéroport, l'aéroport international Gustavo Rojas Pinilla (code AITA : ADZ).